# Вібраційне сито

Вібраційне сито. Виставка бурового обладнання у Полтаві.

Вібраційне сито (рос. вибрационное сито, англ. vibrating screen, нім. Schwingsieb n, Vibratorsieb n) — апарат для очищення бурового розчину від породи та інш. механічних домішок. Основний робочий елемент вібраційного сита — сітка з розміром чарунки 0,15-5 мм, якій надають коливання від електродвигуна і ексцентрикового вала з частотою 17—35 с−1. Продуктивність вібраційного сита до 50-90 л/с. Найбільше застосування отримали одноярусні односіткові вібраційні сита з похилим розташуванням сіток. Для очищення дорогих (наприклад, обважнених) розчинів використовують також одноярусні вібраційні сита із збільшеною поверхнею сітки і двоярусні вібраційні сита з дрібновічковими сітками.
В Україні для очищення промивальних рідин використовують сітки, виготовлені з нержавіючої сталі, з розміром комірок: 0,160,16; 0,200,20; 0,250,25; 0,400,40; 0,550,55; 0,900,90; 1,01,0; 2,02,0 мм.
Сітки для вібросит, як правило, постачають у вигляді касет з бо-ковим облямуванням, що дозволяє добре натягувати їх при встановленні на вібросито. У США і Канаді для очищення промивної рідини застосовують більше 30 типорозмірів сіток від 12 до 80 отв./см.
Технологічних можливостей вібросита можна досягнути за умови, коли сітка правильно натягнута. У вітчизняній практиці для очищення промивальних рідин застосовують вібросита місцевого виготовлення ВС-1; ВС-2 та зарубіжних фірм,наприклад, англійської фірми “Derrick”).